# Gran Premi d'Alemanya del 2011
El Gran Premi d'Alemanya de Fórmula 1 de la temporada 2011 s'ha disputat al Circuit de Nürburgring, del 22 al 24 de juliol del 2011.

## Classificació
| Pos                                   | No | Pilot              | Constructor          | Part 1   | Part 2   | Part 3   | Sortida |
| ------------------------------------- | -- | ------------------ | -------------------- | -------- | -------- | -------- | ------- |
| 1                                     | 2  | Mark Webber        | Red Bull-Renault     | 1:33.096 | 1:31.311 | 1:30.079 | 1       |
| 2                                     | 3  | Lewis Hamilton     | McLaren-Mercedes     | 1:32.934 | 1:30.998 | 1:30.134 | 2       |
| 3                                     | 1  | Sebastian Vettel   | Red Bull-Renault     | 1:32.973 | 1:31.017 | 1:30.216 | 3       |
| 4                                     | 5  | Fernando Alonso    | Ferrari              | 1:32.916 | 1:31.150 | 1:30.442 | 4       |
| 5                                     | 6  | Felipe Massa       | Ferrari              | 1:31.826 | 1:31.582 | 1:30.910 | 5       |
| 6                                     | 8  | Nico Rosberg       | Mercedes             | 1:32.785 | 1:31.343 | 1:31.263 | 6       |
| 7                                     | 4  | Jenson Button      | McLaren-Mercedes     | 1:33.224 | 1:31.532 | 1:31.288 | 7       |
| 8                                     | 14 | Adrian Sutil       | Force India-Mercedes | 1:32.286 | 1:31.809 | 1:32.010 | 8       |
| 9                                     | 10 | Vitali Petrov      | Renault              | 1:33.187 | 1:31.985 | 1:32.187 | 9       |
| 10                                    | 7  | Michael Schumacher | Mercedes             | 1:32.603 | 1:32.180 | 1:32.482 | 10      |
| 11                                    | 9  | Nick Heidfeld      | Renault              | 1:32.505 | 1:32.215 |          | 11      |
| 12                                    | 15 | Paul di Resta      | Force India-Mercedes | 1:32.651 | 1:32.560 |          | 12      |
| 13                                    | 12 | Pastor Maldonado   | Williams-Cosworth    | 1:33.003 | 1:32.635 |          | 13      |
| 14                                    | 11 | Rubens Barrichello | Williams-Cosworth    | 1:33.664 | 1:33.043 |          | 14      |
| 15                                    | 17 | Sergio Pérez       | Sauber-Ferrari       | 1:33.295 | 1:33.176 |          | 15      |
| 16                                    | 18 | Sébastien Buemi    | Toro Rosso-Ferrari   | 1:33.635 | 1:33.546 |          | 241     |
| 17                                    | 19 | Jaime Alguersuari  | Toro Rosso-Ferrari   | 1:33.658 | 1:33.698 |          | 16      |
| 18                                    | 16 | Kamui Kobayashi    | Sauber-Ferrari       | 1:33.786 |          |          | 17      |
| 19                                    | 20 | Heikki Kovalainen  | Lotus-Renault        | 1:35.599 |          |          | 18      |
| 20                                    | 24 | Timo Glock         | Virgin-Cosworth      | 1:36.400 |          |          | 19      |
| 21                                    | 21 | Karun Chandhok     | Lotus-Renault        | 1:36.422 |          |          | 20      |
| 22                                    | 25 | Jérôme d'Ambrosio  | Virgin-Cosworth      | 1:36.641 |          |          | 21      |
| 23                                    | 23 | Vitantonio Liuzzi  | HRT-Cosworth         | 1:37.011 |          |          | 232     |
| 24                                    | 22 | Daniel Ricciardo   | HRT-Cosworth         | 1:37.036 |          |          | 22      |
| Temps per la regla del 107%: 1:38.254 |    |                    |                      |          |          |          |         |

Notes:
1. ^  – Buemi va ser exclòs de la qualificació per irregularitats amb el combustible del seu Toro Rosso.[1]
2. ^  – Liuzzi va ser penalitzat amb 5 posicions a la graella de sortida per canviar la caixa de canvis.[2]

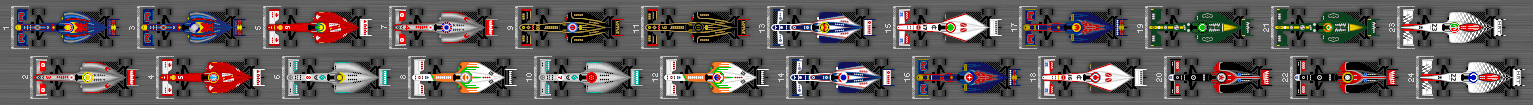
Graella després de la qualificació del GP.

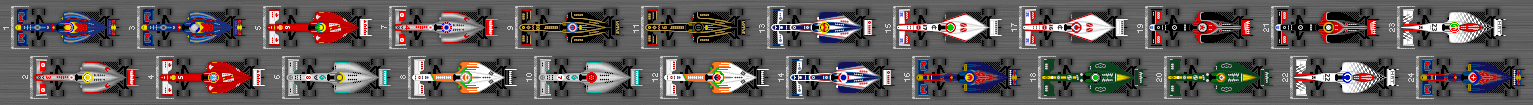
Graella de sortida del GP.

## Cursa
| Pos | No | Pilot              | Constructor          | Voltes | Temps / Retirada    | Pos.Sortida | Punts |
| --- | -- | ------------------ | -------------------- | ------ | ------------------- | ----------- | ----- |
| 1   | 3  | Lewis Hamilton     | McLaren-Mercedes     | 60     | 1h 37' 30. 344      | 2           | 25    |
| 2   | 5  | Fernando Alonso    | Ferrari              | 60     | + 3.980 s           | 4           | 18    |
| 3   | 2  | Mark Webber        | Red Bull-Renault     | 60     | + 9.788 s           | 1           | 15    |
| 4   | 1  | Sebastian Vettel   | Red Bull-Renault     | 60     | + 47.921 s          | 3           | 12    |
| 5   | 6  | Felipe Massa       | Ferrari              | 60     | + 52.252 s          | 5           | 10    |
| 6   | 14 | Adrian Sutil       | Force India-Mercedes | 60     | + 1' 26.208 min.    | 8           | 8     |
| 7   | 8  | Nico Rosberg       | Mercedes             | 59     | + 1 Volta           | 6           | 6     |
| 8   | 7  | Michael Schumacher | Mercedes             | 59     | + 1 Volta           | 10          | 4     |
| 9   | 16 | Kamui Kobayashi    | Sauber-Ferrari       | 59     | + 1 Volta           | 17          | 2     |
| 10  | 10 | Vitali Petrov      | Renault              | 59     | + 1 Volta           | 9           | 1     |
| 11  | 17 | Sergio Pérez       | Sauber-Ferrari       | 59     | + 1 Volta           | 15          |       |
| 12  | 19 | Jaime Alguersuari  | Toro Rosso-Ferrari   | 59     | + 1 Volta           | 16          |       |
| 13  | 15 | Paul di Resta      | Force India-Mercedes | 59     | + 1 Volta           | 12          |       |
| 14  | 12 | Pastor Maldonado   | Williams-Cosworth    | 59     | + 1 Volta           | 13          |       |
| 15  | 18 | Sébastien Buemi    | Toro Rosso-Ferrari   | 59     | + 1 Volta           | 24          |       |
| 16  | 20 | Heikki Kovalainen  | Lotus-Renault        | 58     | + 2 Voltes          | 18          |       |
| 17  | 24 | Timo Glock         | Virgin-Cosworth      | 57     | + 3 Voltes          | 19          |       |
| 18  | 25 | Jérôme d'Ambrosio  | Virgin-Cosworth      | 57     | + 3 Voltes          | 21          |       |
| 19  | 22 | Daniel Ricciardo   | HRT-Cosworth         | 57     | + 3 Voltes          | 22          |       |
| 20  | 21 | Karun Chandhok     | Lotus-Renault        | 56     | + 4 Voltes          | 20          |       |
| Ret | 23 | Vitantonio Liuzzi  | HRT-Cosworth         | 37     | Problemes elèctrics | 23          |       |
| Ret | 4  | Jenson Button      | McLaren-Mercedes     | 35     | Hidràulics          | 7           |       |
| Ret | 11 | Rubens Barrichello | Williams-Cosworth    | 16     | Motor               | 14          |       |
| Ret | 9  | Nick Heidfeld      | Renault              | 9      | Col·lisió           | 11          |       |

## Classificació del mundial després de la cursa
| Pos | Pilot            | Punts |
| --- | ---------------- | ----- |
| 1   | Sebastian Vettel | 216   |
| 2   | Mark Webber      | 139   |
| 3   | Lewis Hamilton   | 134   |
| 4   | Fernando Alonso  | 130   |
| 5   | Jenson Button    | 109   |

| Pos | Constructor      | Punts |
| --- | ---------------- | ----- |
| 1   | Red Bull-Renault | 355   |
| 2   | McLaren-Mercedes | 243   |
| 3   | Ferrari          | 192   |
| 4   | Mercedes         | 78    |
| 5   | Renault          | 66    |

- Nota: Només s'inclouen els 5 primers de cada classificació. Per veure-la completa aneu a Temporada 2011 de Fórmula 1

## Altres
- Pole: Mark Webber 1' 30. 079
- Volta ràpida: Lewis Hamilton 1' 34. 302 (a la volta 59)